# Vic Wunderle
Vic Wunderle (n. 4 martie 1976, Lincoln, Nebraska, SUA) este un arcaș ce a reprezentat Statele Unite ale Americii, medaliat olimpic. A participat la 3 ediții ale Jocurilor Olimpice (2000, 2004, 2008) în care a câștigat o medalie de argint și o medalie de bronz.